# José Luis Caramés Lage
José Luis Caramés Lage (San Pedro de Feás, Aranga; 1945 - Oviedo, 14 de junio de 2019) fue un profesor de Literatura en la Universidad de Oviedo y escritor español.

## Biografía

### Formación académica en diversas universidades
Realizó el bachillerato en La Coruña. Tras licenciarse y doctorarse en la Universidad de Oviedo, en Filosofía y Letras, especialidad de Filología Inglesa, comenzó una amplia labor docente en los años setenta que le llevó a recorrer diversas universidades. Comenzó en el Reino Unido, en las Universidades de  Newcastle upon Tyne y Sheffield (1973-78) y prosiguió, como profesor visitante en otras tantas universidades europeas: Cambridge, Aarhus, Bochum, Milán; y americanas New Paltz, La Habana, Matanzas, San Cristóbal de Huamanga y El Zulia.

### Labor docente en la Universidad de Oviedo
Instalado en Oviedo de modo definitivo, ejerció su carrera como docente e investigador en la Universidad ovetense, como profesor titular de Literatura Inglesa de los siglos XIX, XX y XXI; y de Literatura africana en Lengua Inglesa. Especialista en las culturas española y británica, profundizó en autores tan dispares entre sí como Jane Austen, William Blake, Ted Hughes o León Felipe.
Desde 2002 hasta su jubilación participó en diversos proyectos europeos. Entre ellos los proyectos postdoctorales Marie Curie y evaluador de la Unión Europea de los programas Erasmus y Sócrates (2002-2006). Fue Auditor de la Unión Europea de instituciones universitarias en el Magreb (Argelia, Túnez y Marruecos).
Fue el precursor del Laboratorio de las Humanidades en la Universidad de Oviedo. Colaboró con diversas instituciones nacionales, británicas (Londres y Cambridge) y estadounidenses (Stanford y Harvard). Tras su jubilación fue nombrado Profesor Honorífico de la Universidad de Oviedo, dedicándose a la creación literaria, en el campo de la narrativa, desde la perspectiva del lirismo mágico.

### Familia
Estaba casado con Janet Elisabeth Saddler, con la que tuvo dos hijos: Mateo y Miguel.

## Obras
Publicó doce libros, participado en más de diez volúmenes y escribió cuarenta artículos académicos en libros y revistas. También publicó cinco novelas (Asesinatos con arte, Miel roja e Inocencia silvestre), algunas traducidas al gallego y al inglés, y un libro de poemas y el ensayo: Reflexiones para crear ideas en el futuro de los Indignados.

## Premios
- Premio en el IV Concurso Literario Francisco Nieva de Cuento y Poesía, en la modalidad de cuento. Otorgado por la Facultad de Letras de la Universidad de Castilla-La Mancha, (1999)[10]

- Segundo Premio Novela Corta Dulce Chacón de Brunete (Comunidad de Madrid, 2012)[11]

- Ganador del 4º Certamen de Relatos Hotel Villava, Villava (Navarra, 2012)[12]

- Premio Internacional Academia del Hispanismo de Creación Literaria (Novela, Cuento, Poesía, Teatro) Biblioteca Génesis de la Editorial Academia del Hispanismo (Vigo, 2013),[1] por la novela El sexto evangelio.[3]

- 5ª Premio Rara Avis de Ensayo (Madrid, 2016)[9]

También fue finalista de:
- Premio de Novela Ciudad de Noega, Gijón (Asturias, 2008).[8]

- IV Premio Internacional Rara Avis de Ensayo y Memorabilia  (Madrid, 2013).[13]